# Google Play Pass

Disponibilité mondiale de Google Play Pass dans le monde.

Google Play Pass est un service d'abonnement proposé par Google donnant accès à des jeux vidéo et des applications mobiles pour les appareils fonctionnant sous le système d'exploitation mobile Android et Apple. Le service a été lancé le 23 septembre 2019 aux États-Unis et le 15 juillet 2020 en France et au Canada,.
Les abonnés peuvent accéder aux applications et jeux participants au programme sans publicité et sans achats intégrés en contrepartie d'une redevance mensuelle ou annuelle. Plus de 460 titres allant du jeu de réflexion au podcast audio sont disponibles,.

## Avantages
Les avantages inclus sont :
- Accès à un catalogue d'applications et de jeux prémium,
- Pas de publicité, ni d'achats intégrés,
- Partage de l'accès avec les membres d'une même famille.